# ショウジンガニ
ショウジンガニ（精進蟹 Plagusia dentipes）は、エビ目・カニ下目・イワガニ科に分類されるカニの一種。外洋に面した岩礁海岸に生息するカニで、食用にもなる。

## 特徴
甲幅は最大で6cmほど。全身が濃い赤褐色で、がっしりした体型である。甲羅の表面は短い毛が密生していて、横にはノコギリの歯のようなとげが4本並ぶ。鋏脚は左右が同じ大きさで、小さないぼ状突起が点線状にたくさん並ぶ。一番前の歩脚は短いが、2番目と3番目は甲幅よりも長い。各歩脚の長節にも前向きのとげが並んでいる。
太平洋西部の熱帯域から温帯域に広く分布し、日本でも東北地方以南の沿岸で見られる。
外洋に面した岩礁海岸の、水面下から水深20mくらいまでに生息する。水質の悪化には弱く、波に洗われる磯を好む。また、水面上にはあまり出ない。
岩のすき間にひそんだり、岩の上を素早く走り回ったりして生活する。食性は雑食性で、海藻や小動物などを食べる。一方、捕食者はイシダイ、ウツボ、タコなどである。
動きは素早いが単純で、捕獲はしやすい。体の割にはハサミは発達せず、同じ環境に住むイシガニなどに比べるとはさむ力も強くない。
タモ網やイセエビ用の網などで漁獲され、焼き物や味噌汁などで食用にもなる。また、適度な水質を保ち、夏場の水温上昇を抑えれば水槽での飼育もできる。ショウジンガニが滑るように動くさまには迫力がある。

## 近縁種
イボショウジンガニ Plagusia tuberculata
甲幅は5cmほど。ショウジンガニに似るが、甲羅が丸くふくらんでいること、和名どおり甲羅にいぼ状突起が散らばっていること、脚が短くて長節のとげが1個しかないことなどで区別する。太平洋とインド洋の熱帯・温帯域に広く分布し、ショウジンガニと同じような環境に生息するが、流れ藻や流木につくこともある。
トゲアシガニ Percnon planissimum
甲幅は5cmほど。ショウジンガニよりも全体的に平たく、甲羅が円形に近い。太平洋とインド洋の熱帯・温帯域に広く分布する。ショウジンガニと同じような環境に生息し、岩の上を素早く走り回る。